# Liste der Baudenkmäler im Bonner Ortsteil Buschdorf
Die folgende Liste enthält in der Denkmalliste ausgewiesene Baudenkmäler auf dem Gebiet des Bonner Ortsteils Buschdorf im Stadtbezirk Bonn.
Hinweis: Die Reihenfolge der Denkmäler in dieser Liste orientiert sich an den Straßennamen und ist alternativ nach Hausnummern, Denkmallistennummer oder Bezeichnung sortierbar.
Basis ist die offizielle Denkmalliste der Stadt Bonn (Stand: 15. Januar 2021), die von der Unteren Denkmalbehörde geführt wird. Grundlage für die Aufnahme in die Denkmalliste ist das Denkmalschutzgesetz Nordrhein-Westfalens.
| Bild                            | Bezeichnung                           | Lage                                | Beschreibung                       | Bauzeit         | Eingetragen seit | Denkmal- nummer |
| ------------------------------- | ------------------------------------- | ----------------------------------- | ---------------------------------- | --------------- | ---------------- | --------------- |
|                                 | Steinwegekreuz Buschdorf, „Burgkreuz“ | Buschdorfer Straße                  |                                    | 1880            |                  | A 3599          |
| weitere Bilder                  | 3 Bonner Bannsteine                   | Buschdorfer Straße/Klosterweg Karte |                                    |                 |                  | A 3335          |
| weitere Bilder                  | Burg Buschdorf                        | Buschdorfer Straße 1 Karte          |                                    |                 |                  | A 1105          |
| BW                              |                                       | Buschdorfer Straße 4 Karte          |                                    |                 |                  | A 3311          |
| BW                              |                                       | Buschdorfer Straße 18 Karte         |                                    |                 |                  | A 1104          |
| BW                              |                                       | Buschdorfer Straße 19 Karte         |                                    |                 |                  | A 1139          |
| BW                              |                                       | Buschdorfer Straße 26 Karte         |                                    |                 |                  | A 1645          |
| Alte Buschdorfer Kapelle        | Alte Buschdorfer Kapelle              | Buschdorfer Straße 28 Karte         | Architekt: Vincenz Statz           | 1869            |                  | A 1651          |
| BW                              |                                       | Buschdorfer Straße 42 Karte         |                                    |                 |                  | A 1055          |
| weitere Bilder                  |                                       | Buschdorfer Straße 45 Karte         | Backsteinbau; ehemaliger Bauernhof |                 |                  | A 874           |
| Steinwegekreuz, „Bursche Kreuz“ | Steinwegekreuz, „Bursche Kreuz“       | Buschdorfer Straße 45               |                                    | 1880            |                  | A 874           |
| Bildstock Buschdorf             | Bildstock Buschdorf                   | Friedlandstraße/Kölnstraße Karte    |                                    | 19. Jahrhundert |                  | A 3581          |
| BW                              |                                       | Friedlandstraße 21 Karte            | „Villa Kuth“:184                   | kurz nach 1900  |                  | A 954           |